# Assis (microregio)
Assis is een van de 63 microregio's van de Braziliaanse deelstaat São Paulo. Zij ligt in de mesoregio Assis en grenst aan de microregio's Marília, Ourinhos, Presidente Prudente, Tupã, Astorga (PR), Jacarezinho (PR), Cornélio Procópio (PR) en Porecatu (PR). De microregio heeft een oppervlakte van ca. 7.142 km². In 2006 werd het inwoneraantal geschat op 265.736.
Zeventien gemeenten behoren tot deze microregio:
- Assis
- Borá
- Campos Novos Paulista
- Cândido Mota
- Cruzália
- Florínea
- Ibirarema
- Iepê
- Lutécia
- Maracaí
- Nantes
- Palmital
- Paraguaçu Paulista
- Pedrinhas Paulista
- Platina
- Quatá
- Tarumã

Mesoregio's: Araçatuba · Araraquara · Assis · Bauru · Campinas · Itapetininga · Litoral Sul Paulista · Macro Metropolitana Paulista · Marília · Metropolitana de São Paulo · Piracicaba · Presidente Prudente · Ribeirão Preto · São José do Rio Preto · Vale do Paraíba Paulista

Microregio's: Adamantina · Amparo · Andradina · Araçatuba · Araraquara · Assis · Auriflama · Avaré · Bananal · Barretos · Batatais · Bauru · Birigui · Botucatu · Bragança Paulista · Campinas · Campos do Jordão · Capão Bonito · Caraguatatuba · Catanduva · Dracena · Fernandópolis · Franca · Franco da Rocha · Guaratinguetá · Guarulhos · Itanhaém · Itapecerica da Serra · Itapetininga · Itapeva · Ituverava · Jaboticabal · Jales · Jaú · Jundiaí · Limeira · Lins · Marília · Mogi das Cruzes · Mogi-Mirim · Nhandeara · Novo Horizonte · Osasco · Ourinhos · Paraibuna e Paraitinga · Piedade · Piracicaba · Pirassununga · Presidente Prudente · Registro · Ribeirão Preto · Rio Claro · Santos · São Carlos · São João da Boa Vista · São Joaquim da Barra · São José do Rio Preto · São José dos Campos · São Paulo · Sorocaba · Tatuí · Tupã · Votuporanga